# Zgodovina Portugalske
Zgodovina Portugalske opisuje zgodovinska dogajanja na območju današnje Portugalske ter tudi v sosednjih delih Iberskega polotoka, neposredni bližini od prazgodovine do danes.

## Splošna zgodovinska dognanja
Zgodovina portugalskega naroda sega v zgodnji srednji vek. V 15. in 16. stoletju je Kraljevina Portugalska zlasti po zaslugi princa Henrika pomorščaka v dobi velikih odkritij postala svetovna pomorska in trgovska velesila. Portugalska je tedaj bila mogočen imperij, z živahnimi trgovskimi stiki z deli Afrike, Indije, Kitajsko in Japonsko, kasneje pa s svojimi čezmorskimi ozemlji (kolonijami) v Južni Ameriki, Afriki, Jugovzhodni Aziji.  V naslednjih stoletjih je sicer začela izgubljati moč zaradi širjenja vpliva Nizozemske, Francije in Anglije. Še dodaten udarec za državo je predstavljal potres leta 1755, zasedba s strani Napoleona in izguba največje kolonije Brazilije. V 19. in 20. stoletju, vse do leta 1950, je Portugalsko zapustilo okoli 2 milijona prebivalcev, ki so se večinoma preselili v Brazilijo ter ZDA.

## Od prazgodovine do Rimljanov
Ime izvira iz Rimskega imena Portus Cale. V 7. in 8. stoletju se je ime uporabljalo izključno za področje med rekama Douro in Minho. Do 12. stoletja je postalo to ime države Portugalske. V neolitiku so področje Portugalske naseljevali že neandertalci in Homo sapiensi. Niso ustvarili večjih naselji, so pa živeli v organiziranih skupnostih. Vzgojili so različne živali in gojili rastline. Ukvarjali so se tudi z ribištvom. 
V prvem tisočletju pred našim štetjem so se na Portugalsko preselila številna keltska plemena iz centralne Evrope. Ob mešanju s staroselci so nastala različna plemena. Na južnem delu se je poznal vpliv Kartažanov. 

## Čas Rimljanov
Prva rimska invazija Iberskega pootoka je bila okoli leta 219 pr. n. št. Rimljani so potrebovali okoli 200 let, da so zavzeli celoten polotok. Svoje nasprotnike Kartažane so izgnali. Osvajanje ozemlja, ki danes pripada Portugalski, se je začelo z juga. Tam so Rimljani dobili pomoč od prijateljskega plemena Conii. Težave so bile na severu, kjer so se plemena povezala proti Rimu pod vodstvom Viriathusa. Rim je v vojni z uporniki izgubil številne legije, a so bile vse neuspešne. Zato so podkupili Viriathusove odposlance, ki so svojega voditelja kmalu zatem umorili. Tako se je upor končal. Na področju Portugalske sta nastali provinci Luzitanija in Galicija. V Luzitaniji so v času Rimljanov nastala številna mesta, ki obstajajo še danes. To obdobje je dalo ime vedi o portugaskem jeziku, kulturi in literaturi - Luzitanistika. Romanizacija je trajala tri stoletja in je bila močnejša na jugu province. Središče je bilo mesto Pax Julia (današnje mesto Beja), posvečeno Juliju Cezarju. Cesar Avgust je mesto preimenoval v Pax Augusta, a se je obdržalo prvotno ime. Leta 27 pr. n. št. je Luzitanija dobila status rimske province. Pozneje se je severni del ločil in preimenoval v Galicijo, z glavnim mestom Bracara (današnje mesto Braga). Še danes je na Portugalskem ohranjena rimska zapuščina.

## Germanska kraljestva med 5. in 7. stoletjem
V 5. stoletju so Iberski polotok napadli Germani (predvsem Vandali in Alani). A le kraljestvo Svebov (Makromani in Kvadi) je preživelo drugo germansko invazijo Vizigotov. Vizigoti so izgnali Vandale in Alane ter zavzeli še kraljestvo Svebov med leti 584 in 585.
V prvi fazi naseljevanja Germanov je ljudstvo Buri poselilo ozemlje Galicije (današnji sever Portugalske). Naselili so se med rekama Cávado in Homem, zato se to področje imenuje Terras de Boiro ali dežela Buirov.

## Arabska nadoblast in rekonkvista
Spomladi leta 711 so muslimani iz severne Afrike (med njimi tudi Mavri in berberi) napadli Iberski polotok. Uničili so Vizigotsko kraljestvo, ustanovili Kordobski kalifat, ki so ga nasledile Taife, ter izgnali Gote na sever. Na neosvojenih severnih ozemljih so Goti osnovali kraljestvo Asturija in se pripravili na ponovno osvojitev izgubljenih ozemelj (rekonkvista). Leta 868 je grof Vimara Peres ponovno osvojil in zavladal ozemlju med rekama Minho in Duero. To ozemlje se je imenovalo Portucale. Sprva je bilo pod oblastjo kraljestva Leon, a je leta 1065 dobilo neodvisnost. Takrat je prišlo do upora plemičev pod vodstvom Garcia II. Ponovno so se pridružili Leonu v času vladanja Alfonsa VI. Leonskega. Do leta 1095 se je Portugalska skoraj popolnoma odcepila od Kraljestva Galicija (severni del Portugalske). Neodvisnost so pridobili ob koncu 11. stoletja. Burgundski grof Henry se je zavzel za njihovo neodvisnost in jo tudi obranil. Izkoristil je namreč državljansko vojno med kraljestvoma Leon in Kastilija. Njegov sin Alfonso Henriques je postal prvi kralj Portugalske šele po bitki za São Mamede (24. junij 1128). Leta 1139 se je imenoval za kralja Portugalske. Do leta 1143 je bila država uradno priznana ob pomoči Papeške države in njenega posredovanja. Papež je leta 1179 imenoval in s tem potrdil Alfonsa I. za kralja. 
Do leta 1249 je Portugalska zavzela najjužnejša ozemlja. Leta 1255 se je glavno mesto preselilo v Lizbono. Od takrat Portugalska ni imela večjih ozemeljskih sprememb na Iberskem polotoku. Leta 1386 so z Anglijo sklenili pogodbo, imenovano Windsorska pogodba, ki drži še danes in predstavlja zavezništvo med državama. 